# Сражение при Иссе (622)
Сражение при Иссе (ср.-греч. Μάχη της Ισσού) — одно из сражений ирано-византийской войны (602—628), произошедшее осенью 622 года в Каппадокии между византийской армией императора Ираклия I и сасанидским войском полководца Шахрвараза.
В 622 году византийский император Ираклий начал контрнаступление против Сасанидского Ирана. Оставив юного сына Константина регентом в столице под опекой константинопольского патриарха Сергия I, он переправился морем из Константинополя в Пилы в Вифинии. Всё лето шла подготовка и обучение войск, набранных в провинциях для предстоящего похода. Феофан пишет: «Начал упражнять их и приучать к военным действиям; разделивши войско на две стороны, приказал им делать ряды и бескровные нападения друг на друга, приучал их к военному крику, к шуму и возбуждению, чтобы на войне они не пугались, но смело как бы на игрище шли против неприятеля».
Осенью византийская армия двинулась в Каппадокию и поставила под угрозу персидские коммуникации между Анатолией и долиной Евфрата. Это заставило полководца Шахрвараза отступить из Вифинии и Галатии в Восточную Анатолию, чтобы не дать Ираклию отрезать его коммуникации с Ираном или даже вторгнуться в него. Феофан пишет: «Сарворос, военачальник персидский, с силами своими перешел в Киликию, чтобы отвратить Ираклия от Персии; но боясь, чтоб царь не вторгнулся в Персию чрез Армению с опустошительным оружием, он растерялся в мыслях, что ему делать; однакож принужден был следовать за римским войском, думая напасть на него скрытно».
Некоторое время шло параллельное движение обеих армий, во время которого персы часто беспокоили ромеев атаками, пока «Сарворос, не стерпя пребывания своего на горах, принужден был принять сражение, и разделивши войско свое на три части, сошел вниз, чтобы рано на рассвете до восхода солнечного вступить в сражение».
Решающее сражение произошло где-то в Каппадокии. Если следовать Феофану, Ираклий расположил свои войска в три фаланги, заняв позицию восточнее противника. Утреннее восходящее солнце слепило в глаза персам, поэтому ромеям удалась уловка с отступлением. «И враги, оставя ряды фаланг, бросились стремительно преследовать их». Оптиматы, которые были самыми отборными солдатами в армии Ираклия, в свою очередь контратаковали противника и заставили его бежать, «и многих истребили, прогнавши их до горы, низвергли их в пропасти, загоняли в непроходимые места и таким образом докончили поражение».
Своей победой Ираклий изгнал иранцев из Анатолии. Однако затем ему пришлось вернуться в Константинополь, чтобы справиться с угрозой, исходящей от аваров в балканских провинциях, и оставить армию зимовать в Понте.